# Семинаржска
Семинаржска (чеш. Seminářská) — небольшая улица в центре Праги, находится в Старом городе.

## География
Улица Семинаржска соединяет Марианскую площадь с Карловой улицей. Проходит с северо-востока на юго-запад. Общая протяжённость улицы составляет около 110 метров.

## История
Улица Семинаржска появилась в 1550-е годы года после строительства Клементинума, стены которого образуют западную часть улицы. С конца 18 века улицы получила название «Семинаржска» — «Семинарская». Оно образовано от расположения в соседних домах семинарии.

## Здания и сооружения
На улице находятся:
- Дом 1 — Клементинум.
- Дом 2 — «Дом у Золотой скважины».
- Дом 8 — Дворец Траутмансдорф.